# جنگل کوچک (مجموعه تلویزیونی)
جنگل کوچک (انگلیسی: Little Forest؛ کره‌ای: 리틀 포레스트) یک برنامه سرگرمی تلویزیونی کره جنوبی است که از ۱۲ اوت تا ۷ اکتبر ۲۰۱۹ هر دوشنبه و سه‌شنبه از اس‌بی‌اس برای ۱۶ قسمت پخش شد. در این برنامه لی سو جین، لی سونگ گی، پارک نا-ره و جونگ سو مین بازی کردند.

## بررسی اجمالی
این برنامه یک مجموعهٔ ۱۶ قسمتی با عنوان «مراقبت از کودکان در طبیعت» برای کودکانی است که جایی برای بازی ندارند و یک برنامه متنوع درمانی است که به عنوان یک پروژهٔ توسعهٔ باغ خانگی برای بچه‌ها طراحی شده‌است.
لی سونگ گی و جونگ سو مین گواهی مشاور روانشناسی کودک را دارند و لی سو جین گواهی سرآشپزی را دارد که دوره‌های آشپزی را برای تهیه غذای کودکان گذرانده‌است. لی سونگ گی تجربه‌ای در زمینهٔ نجاری دارد و از کارگاه چوب برای ساختن فعالیت‌های سرگرم‌کننده برای بچه‌ها استفاده می‌کند.

## مکان و امکانات
محل فیلم‌برداری در جیگباگ‌گول، اینجه، استان گانگ‌وون با مساحت حدود ۳۳٬۰۰۰ متر مربع است. این مکان از یک زمین بزرگ باز و آشپزخانه مفهومی باز، حیاط جلویی، کارگاه، محل زندگی (برای بچه‌ها و بازیگران)، باغ، مزرعه کوچک حیوانات و جنگل کاج تشکیل شده‌است.

### امکانات اضافی
- پل معلق — سونگ گی، سو جین و سو مین یک سری پل معلق در جنگل کاج برای بازی بچه‌ها اضافه کردند.[۴]
- خانه درختی — سونگ گی یک خانه درختی را در جنگل کاج زیر نظر یک معلم در قسمت ۵، طراحی کرد و ساخت. سو جین و کارگران در ساخت خانه درختی کمک کردند.[۵]

## بازیگران

### بازیگران اصلی
| نام         | قسمت   | منبع        |
| ----------- | ------ | ----------- |
| لی سو جین   | ۱ – ۱۶ | [ ۱ ] [ ۶ ] |
| لی سونگ گی  | ۱ – ۱۶ | [ ۱ ] [ ۶ ] |
| پارک نا-ره  | ۱ – ۱۶ | [ ۱ ] [ ۶ ] |
| جونگ سو مین | ۱ – ۱۶ | [ ۱ ] [ ۶ ] |

### بچه‌ها
- لیست بچه‌ها به ترتیب ورود به جنگل کوچک است.

| نام         | سنکره‌ای | جنسیت | قسمت               |
| ----------- | ------- | ----- | ------------------ |
| ما یی هیون  | ۴       | پسر   | ۱ – ۸، ۱۶          |
| بروکه       | ۵       | دختر  | ۱ – ۱۶             |
| گریس        | ۵       | دختر  | ۱ – ۱۶             |
| کانگ یی هان | ۷       | پسر   | ۱ – ۱۶             |
| چوی یو جین  | ۴       | دختر  | ۱ – ۱۶             |
| لی جونگ هون | ۶       | پسر   | ۵ – ۸، ۱۲ – ۱۴, ۱۶ |
| کیم یه جون  | ۴       | پسر   | ۸ – ۹، ۱۶          |
| کیم گا اون  | ۶       | دختر  | ۸ – ۹، ۱۶          |
| کیم یو نا   | ۵       | دختر  | ۱۲ – ۱۴، ۱۶        |

## ریتینگ
- در جدول زیر،  اعداد آبی کمترین رتبه را دارند و  اعداد قرمز بیشترین رتبه را نشان می‌دهند.

| قسمت | تاریخ پخش اصلی  | AGB Nielsen (سراسر کشور) | AGB Nielsen (سراسر کشور) |
| قسمت | تاریخ پخش اصلی  | بخش ۱                    | بخش ۲                    |
| ---- | --------------- | ------------------------ | ------------------------ |
| ۱    | ۱۲ اوت ۲۰۱۹     | ۵٫۱٪                     | ۶٫۸٪                     |
| ۲    | ۱۳ اوت ۲۰۱۹     | ۳٫۵٪                     | ۵٫۰٪                     |
| ۳    | ۱۹ اوت ۲۰۱۹     | ۳٫۱٪                     | ۵٫۲٪                     |
| ۴    | ۲۰ اوت ۲۰۱۹     | ۴٫۰٪                     | ۵٫۴٪                     |
| ۵    | ۲۶ اوت ۲۰۱۸     | ۳٫۰٪                     | ۳٫۵٪                     |
| ۶    | ۲۷ اوت ۲۰۱۸     | ۳٫۱٪                     | ۴٫۵٪                     |
| ۷    | ۲ سپتانبر ۲۰۱۹  | ۳٫۹٪                     | ۴٫۷٪                     |
| ۸    | ۳ سپتامبر ۲۰۱۹  | ۳٫۶٪                     | ۴٫۲٪                     |
| ۹    | ۹ سپتامبر ۲۰۱۹  | ۲٫۹٪                     | ۴٫۱٪                     |
| ۱۰   | ۱۶ سپتامبر ۲۰۱۹ | ۳٫۵٪                     | ۳٫۹٪                     |
| ۱۱   | ۱۷ سپتامبر ۲۰۱۹ | ۳٫۴٪                     | ۴٫۵٪                     |
| ۱۲   | ۲۳ سپتامبر ۲۰۱۹ | ۳٫۲٪                     | ۳٫۵٪                     |
| ۱۳   | ۲۴ سپتامبر ۲۰۱۹ | ۲٫۹٪                     | ۳٫۶٪                     |
| ۱۴   | ۳۰ سپتامبر ۲۰۱۹ | ۲٫۸٪                     | ۳٫۵٪                     |
| ۱۵   | ۱ اکتبر ۲۰۱۹    | ۳٫۱٪                     | ۳٫۶٪                     |
| ۱۶   | ۷ اکتبر ۲۰۱۹    | ۳٫۰٪                     | ۳٫۸٪                     |

## جوایز و نامزدی‌ها
| سال  | مراسم جوایز                  | عنوان جایزه        | دریافت کننده | نتیجه | منبع  |
| ---- | ---------------------------- | ------------------ | ------------ | ----- | ----- |
| ۲۰۱۹ | سیزدهمین جوایز سرگرمی اس‌بی‌اس | جایزه ستاره اس‌ان‌اس | پارک نا-ره   | برنده | [ ۸ ] |
| ۲۰۱۹ | سیزدهمین جوایز سرگرمی اس‌بی‌اس | جایزه تهیه‌کننده    | لی سونگ گی   | برنده | [ ۹ ] |